# Állás (néprajz)
Az állás a magyar népi építészetben a nagyobb lábasjószágok (szarvasmarha, ló) részére készített fal nélküli, földbe ásott oszlopokon és azokra fektetett gerendákon nyugvó tetőzet, amely az időjárás viszontagságai (csapadék, napsütés, szél) ellen nyújtott védelmet.
Az Alföldön ismert építményt a 15. századtól említik a források, eredetileg feltételezhetően az állatok téli elhelyezésére szolgált. A későbbi századokban, a külterjes állattartás során egész évben alkalmazták. Idővel a telente takarmányon istállózott állatok nyári legelőin is felépítették (nyári állás), valamint a tanyaudvaron és a portán is helyet kapott. Az állás alatt többnyire egy jászolt is elhelyeztek a pásztorok.
Ugyancsak állás elnevezéssel illette az alföldi népnyelv a nyájak delelési vagy éjjeli tartózkodási helyét.